# Augusta Maria Louise van Beieren
Augusta Maria Louise (München, Duitsland, 28 april 1875 – Regensburg, Duitsland, 25 juni 1964), Prinses van Beieren, was lid van het huis Wittelsbach. Ze was de tweede dochter van Leopold van Beieren en Gisela Louise Marie van Oostenrijk.

## Huwelijk en gezin
Op 15 november 1893 trouwde ze met Jozef August van Oostenrijk, zoon van Jozef van Oostenrijk en Clotilde van Saksen-Coburg en Gotha. Uit dit huwelijk werden zes kinderen geboren:
- Jozef Frans (1895-1957), trouwde met Anna Pia Monika, de jongste dochter van Frederik August III van Saksen
- Gisela Augusta Anna Maria (1897-1901)
- Sophie Clementine Elisabeth Clotilde Maria (1899-1978)
- Ladislaus Luitpold (1901-1946).
- Matthias Jozef Albrecht Anton Ignatius Maria (1904-1905)
- Magdalena Maria Raineria (1909-2000).

Augusta Maria Louise stierf in 1964 op 89-jarige leeftijd.
- Gemeinsame Normdatei: 1279990295
- Virtual International Authority File: 8156167565621698750005